# Najdalszy brzeg
Najdalszy brzeg (tyt. oryg. The Farthest Shore) – powieść fantasy amerykańskiej pisarki Ursuli K. Le Guin, trzecia część cyklu Ziemiomorze.
Wydana w 1972 roku przez wydawnictwo Atheneum Books, polskie tłumaczenie Jacka Kozerskiego ukazało się nakładem wydawnictwa Phantom Press w 1991 w serii Fantasy & SF.

## Fabuła
Do szkoły magów na wyspę Roke przybywa Arren, syn księcia Enladów. Przynosi niedobre wieści – na krańcach Archipelagu magia zanika. Czary nie działają, a magowie zapominają zaklęć. Nie jest to nowość dla Mistrzów Roke. Tron króla w Havnorze stoi od wieków pusty, mimo odnalezienia amuletu Erretha-Akbe.
Po debacie, arcymag Krogulec decyduje się wyprawić w podróż po morzach Archipelagu w poszukiwaniu króla i pokoju. Towarzyszy mu młody Arren. Podróżując po wyspach wszędzie znajdują to samo – zanikającą magię i przygnębionych ludzi, którzy zapominają nawet swoje pieśni. Krogulec w czasie rejsu wspomina maga, o imieniu Cob, który za pieniądze sprowadzał ludzi z krainy zmarłych.
Płynąc na krańce poznanego świata, spotykają smoka o imieniu Orm Embar, który wskazuje im miejsce, gdzie przebywa mag czyniący zło. Na wyspie Selidor napotykają Coba, który zyskał ogromną potęgę i pseudo-nieśmiertelność. Orm Embar ginąc niszczy jego powłokę cielesną, a Krogulec i Arren ścigając go, wchodzą do krainy umarłych. Tam arcymag ostatecznie zamyka drzwi między światem żywych i umarłych, oraz daje Cobowi śmierć – uwalnia go spod czarów, które nie pozwalały mu umrzeć. Niestety traci przy tym swoją moc i przestaje być magiem. Arren wynosi Krogulca z Suchej Krainy, a najstarszy z żyjących smoków Kalessin, zabiera młodego króla na Roke, a Krogulca do domu, na Gont.